# Пругасти смеђан
Пругасти смеђан (лат. Polyommatus ripartii) врста је дневног лептира из породице плаваца (лат. Lycaenidae).

## Распрострањеност
Насељава јужну Европу, Грчку и Балкан, Малу Азију и Крим, Југозападни Сибир, Алтајске планине и Казахстан.
Може се наћи на ливадама и пашњацима, на већој надморској висини, а често се групише на влажној земљи, поред потока и река.

## Распрострањеност у Србији
Ова врста је у Србији присутна само на појединим планинама у јужној и источној Србији.

## Исхрана
Одрасле јединке се хране нектаром биљака из породице махунарки. Гусенице са хране биљкама из рода Onobrychis.

## Галерија
- Унутрашња страна
- Спољашња страна